# Лука Ромањоли
Лука Ромањоли (итал. Luca Romagnoli; рођен 12. септембра 1961. у Риму) је италијански политичар и вођа Социјалног покрета Пламен тробојке.
Након завршене основне школе и гимназије уписао је Географски факулет у Риму, где је дипломирао 1989. 
Од 1989-90 радио је у компанији OceanSismica Sp.A а 1991. је почео да ради на Универзитету Мапуто у Мозамбику и Тринити колеџу у Даблину. 
Докторирао је географију 1994, а за редовног професора на Римском универзитету изабран је 2000. 
На место генералног секретара МСФТ изабран је 2002. да би након расцепа у странци постао њен председник. 
Посланик је у Европском парламенту, био је члан Савета за саобраћај и туризам и Савета за спољне послове у Европском парламенту до 2009. године.